# Umzinto Cricket Club
Umzinto Cricket Club ist ein Südafrikanischer Traditions-Cricket-Verein in Umzinto und Mitglied der Southern District Cricket Union.: Klappentext Spielort war bis 1977 der Alexandra Memorial Ground. Sie sind in die Liga-Strukturen der KwaZulu-Natal Cricket Union (KZNCU) eingebunden. Der Verband spielte zunächst als Natal, später als KwaZulu-Natal im südafrikanischen First-Class Cricket, bis sie zur Saison 2004/05 in die Dolphins aufgingen.
Er wurde 1878 gegründet. Die Bevölkerungszahl der weißen Siedler lag zu dieser Zeit bei etwa 500.: S. 143 Zu den 19 Gründungsvätern gehörten drei der fünf Arbuthnot-Brüder George, William und Fitz-James sowie Charles Reynolds.: S. 143 Gleich neben der Spielstätte wurde die Volunteers’ Memorial Hall errichtet. Im Spätsommer 1906, am 20. März, gab es zum ersten Mal einen Wettkampf der Frauenmannschaft gegen die Männer. Die Männer spielten statt mit Schlägern mit Besenstielen und schlugen linkshändig: S. 324